# Zypern-Cup 2016
Der Zypern-Cup 2016 war die 9. Ausspielung des seit 2008 alljährlich ausgetragenen Frauenfußballturniers für Nationalmannschaften und fand vom 2. bis 9. März 2016 wie zuvor an verschiedenen Spielorten in der Republik Zypern statt. Das Turnier weist im Gegensatz zu den vorherigen Austragungen eine Reihe von Besonderheiten auf. Es wurde erstmals allein vom finnischen Verband organisiert, zuvor gehörten auch der englische, niederländische und schottische Verband zu den Organisatoren. Mit England und Kanada nahmen die beiden Rekordsieger nicht teil. Während England am gleichzeitig stattfindenden SheBelieves Cup 2016 teilnahm, nahmen die Kanadierinnen am wieder parallel dazu stattfindenden Algarve-Cup 2016 teil. Auch Frankreich, vorletzter und zweimaliger Sieger nahm stattdessen am SheBelieves Cup teil. Damit nahm keine der bisher siegreichen Mannschaften teil. Auch die Niederländerinnen, zuvor Mitorganisator und Finalist 2011 nahmen auf Grund des gleichzeitig stattfindenden Qualifikationsturnier für die Olympischen Spiele nicht teil. Mit Neuseeland, das erstmals am Algarve-Cup teilnahm, fehlte auch der letzte, der bisherigen Finalisten aus der Gruppe der A-Nationalmannschaften. Der in der FIFA-Weltrangliste bestplatzierte Teilnehmer war Italien, das dort Platz 13 belegte. Die Italienerinnen waren auch der einzige Teilnehmer, der sich schon unter den ersten vier Mannschaften platzieren konnte. Erstmals nahm keine außereuropäische Mannschaft teil und keiner der Teilnehmer nahm an der WM 2015 teil oder konnte sich für die Olympischen Spiele 2016 qualifizieren.
Auch diesmal nahm die Mannschaft des Gastgeberlandes nicht teil, stattdessen nahm sie am einen Tag nach dem Zypern-Cup begonnenen Aphrodite Cup teil, der ebenfalls auf Zypern stattfindet.
Spielorte waren das GSZ-Stadion in Larnaka, das Anagennisi Stadium in Famagusta sowie das Tasos Markou in Paralimni.

## Teilnehmer
| Land       | Rang 1 | Anmerkung       |
| ---------- | ------ | --------------- |
| Finnland   | 24     |                 |
| Irland     | 32     |                 |
| Italien    | 13     |                 |
| Österreich | 27     | erste Teilnahme |
| Polen      | 31     | erste Teilnahme |
| Tschechien | 33     |                 |
| Ungarn     | 42     | erste Teilnahme |
| Wales      | 36     | erste Teilnahme |

## Regularien
Am Turnier nahmen acht – statt zuletzt zwölf – Nationalmannschaften teil. Die acht bildeten zwei Gruppen. Zuerst spielten die Teams in ihrer Gruppe jeder gegen jeden um die Platzierung. Dabei war zunächst die beste Punktzahl, dann der direkte Vergleich und erst danach die Tordifferenz für die Platzierung entscheidend. Anschließend spielten die Gruppensieger um den Turniersieg, die Zweitplatzierten um den dritten Platz, die Drittplatzierten um Platz 5 und die Viertplatzierten um den siebten Platz.
Da die FIFA die Spiele als „Freundschaftsspiele“ einstuft, durfte jede Mannschaft pro Spiel sechs Auswechslungen vornehmen. Im Laufe des Turniers erhaltene Gelbe Karten hatten keine akkumulierende Wirkung. Nach einer Gelb-Roten oder Roten Karte wäre eine Spielerin aber automatisch für das nächste Spiel gesperrt gewesen.

## Das Turnier
Alle Zeiten entsprechen der Osteuropäischen Zeit.

### Gruppenphase

#### Gruppe A
| Pl. | Land       | Sp. | S | U | N | Tore    | Diff. | Punkte |
| --- | ---------- | --- | - | - | - | ------- | ----- | ------ |
| 1.  | Österreich | 3   | 2 | 1 | 0 | 004:100 | +3    | 07     |
| 2.  | Italien    | 3   | 1 | 2 | 0 | 003:100 | +2    | 05     |
| 3.  | Ungarn     | 3   | 1 | 0 | 2 | 002:400 | −2    | 03     |
| 4.  | Irland     | 3   | 0 | 1 | 2 | 001:400 | −3    | 01     |

|                                                        |   |            |           |
| 2. März um 14:30 Uhr in Famagusta (Anagennisi Stadium) |   |            |           |
| Österreich                                             | – | Irland     | 2:0 (1:0) |
| 2. März um 17:30 Uhr in Famagusta (Anagennisi Stadium) |   |            |           |
| Italien                                                | – | Ungarn     | 2:0 (2:0) |
| 4. März um 14:30 Uhr in Larnaka                        |   |            |           |
| Österreich                                             | – | Ungarn     | 2:1 (0:0) |
| 4. März um 17:30 Uhr in Larnaka                        |   |            |           |
| Italien                                                | – | Irland     | 1:1 (0:0) |
| 7. März um 17:30 Uhr in Larnaka                        |   |            |           |
| Italien                                                | – | Österreich | 0:0       |
| 7. März um 17:30 Uhr in Paralimni                      |   |            |           |
| Irland                                                 | – | Ungarn     | 0:1       |

#### Gruppe B
| Pl. | Land       | Sp. | S | U | N | Tore    | Diff. | Punkte |
| --- | ---------- | --- | - | - | - | ------- | ----- | ------ |
| 1.  | Polen      | 3   | 2 | 1 | 0 | 003:100 | +2    | 07     |
| 2.  | Tschechien | 3   | 2 | 0 | 1 | 004:200 | +2    | 06     |
| 3.  | Wales      | 3   | 0 | 2 | 1 | 003:400 | −1    | 02     |
| 4.  | Finnland   | 3   | 0 | 1 | 2 | 003:600 | −3    | 01     |

|                                   |   |            |           |
| 2. März um 14:30 Uhr in Larnaka   |   |            |           |
| Wales                             | – | Finnland   | 2:2 (1:1) |
| 2. März um 17:30 Uhr in Larnaka   |   |            |           |
| Polen                             | – | Tschechien | 1:0 (0:0) |
| 4. März um 14:30 Uhr in Paralimni |   |            |           |
| Polen                             | – | Wales      | 1:1 (1:1) |
| 4. März um 17:30 Uhr in Paralimni |   |            |           |
| Finnland                          | – | Tschechien | 1:3 (0:3) |
| 7. März um 14:30 Uhr in Larnaka   |   |            |           |
| Finnland                          | – | Polen      | 0:1 (0:1) |
| 7. März um 14:30 Uhr in Paralimni |   |            |           |
| Tschechien                        | – | Wales      | 1:0       |

### Platzierungsspiele
Orte und Zeiten der Platzierungsspiele wurden erst festgelegt, nachdem die Paarungen feststanden. Sollten die Platzierungsspiele nach regulärer Spielzeit remis enden, gibt es in den Spielen um Platz 3 bis 7 sofort ein Elfmeterschießen, im Finale zunächst eine Verlängerung und erst dann – sofern notwendig – ein Elfmeterschießen.
Spiel um Platz 7
|                                   |   |          |           |
| 9. März um 11:00 Uhr in Paralimni |   |          |           |
| Irland                            | – | Finnland | 2:0 (2:0) |

Spiel um Platz 5
|                                   |   |       |           |
| 9. März um 14:00 Uhr in Paralimni |   |       |           |
| Ungarn                            | – | Wales | 2:1 (1:0) |

Spiel um Platz 3
|                                 |   |            |           |
| 9. März um 14:00 Uhr in Larnaka |   |            |           |
| Italien                         | – | Tschechien | 3:1 (0:1) |

### Finale
| Österreich                                               | Österreich | Polen | Polen |
| -------------------------------------------------------- | --- | --- | ----- |
| Österreich                                               | \| 9. März 2016 um 17:00 Uhr OEZ (16:00 Uhr MEZ) in Larnaka \| \| Ergebnis: 2:1 (1:1) \| \| Schiedsrichterin: Olga Zadinová ( Tschechien) \| \| Spielbericht \| | \| 9. März 2016 um 17:00 Uhr OEZ (16:00 Uhr MEZ) in Larnaka \| \| Ergebnis: 2:1 (1:1) \| \| Schiedsrichterin: Olga Zadinová ( Tschechien) \| \| Spielbericht \| | Polen |
| Österreich                                               | Manuela Zinsberger – Carina Wenninger, Sophie Maierhofer (46. Verena Aschauer), Virginia Kirchberger – Viktoria Schnaderbeck, Katharina Schiechtl, Laura Feiersinger, Barbara Dunst (65. Jasmin Eder), Nadine Prohaska (46. Sarah Zadrazil) – Nina Burger, Nicole Billa Cheftrainer: Dominik Thalhammer | Daria Antończyk – Aleksandra Sikora, Agata Guściora, Jolanta Siwińska, Natalia Chudzik – Ewelina Kamczyk (76. Martyna Wiankowska), Patrycja Balcerzak, Sylwia Matysik, Silvana Chojnowski (82. Nikol Kaletka), Hanna Konsek – Ewa Pajor (46. Katarzyna Daleszczyk) Cheftrainer: Wojciecha Basiuk | Polen |
| Österreich                                               | 1:0 Nina Burger (11.) 2:1 Katharina Schiechtl (89.) | 1:1 Ewelina Kamczyk (23.) | Polen |
| 9. März 2016 um 17:00 Uhr OEZ (16:00 Uhr MEZ) in Larnaka | | |       |
| Ergebnis: 2:1 (1:1)                                      | | |       |
| Schiedsrichterin: Olga Zadinová ( Tschechien)            | | |       |
| Spielbericht                                             | | |       |